# Tiếng Sora
Tiếng Sora là một ngôn ngữ thuộc ngữ hệ Nam Á nói bởi người Sora, một nhóm dân tộc ở miền đông Ấn Độ, sống chủ yếu ở các bang Odisha và Andhra Pradesh. Có rất ít tài liệu chính thức bằng tiếng Sora nhưng có rất nhiều câu chuyện và truyền thống dân gian. Hầu hết các kiến thức được truyền miệng từ thế hệ này sang thế hệ khác. Giống như nhiều ngôn ngữ ở miền đông Ấn Độ khác, tiếng Sora được UNESCO liệt vào danh sách "dễ bị đe doạ". Hầu hết người nói tập trung ở Odisha và Andhra Pradesh nhưng các cộng đồng nhỏ hơn cũng tồn tại ở Madhya Pradesh, Tamil Nadu và Bihar.

## Phân bố
Người Sora tập trung chủ yếu ở huyện Ganjam, huyện Gajapati (khu vực trung tâm Gumma Hills (khối Gumma), v.v.) và huyện Rayagada, nhưng cũng được tìm thấy ở các khu vực lân cận như huyện Koraput và Phulbani; các cộng đồng khác tồn tại ở mạn bắc Andhra Pradesh (huyện Vizianagaram và huyện Srikakulam), v.v...

## Lịch sử
Tiếng Sora đã phải trãi qua những thăng trầm giống như con sóng, số người nói tiếng Sora đã tăng đều đặn trong nhiều thập kỷ trước khi giảm thấp. Trên thực tế, số người nói Sora đã tăng từ 157 nghìn vào năm 1901 lên 166 nghìn vào năm 1911. Năm 1921, con số này tăng nhẹ lên 168 nghìn và tiếp tục tăng. Năm 1931, số lượng này đã tăng lên 194 nghìn nhưng năm 1951, thời kỳ tăng trưởng theo cấp số nhân đã xảy ra với số lượng người nói tăng lên 256 nghìn. Vào năm 1961, số lượng đạt đỉnh ở 265 nghìn người nói trước khi giảm xuống còn 221 nghìn người vào năm 1971.

## Văn hóa
Tiếng Sora được nói bởi người Sora, một phần của nhóm dân tộc Adivasi, ở Ấn Độ, biến tiếng Sora thành một ngôn ngữ của Adivasi. Người Sora sống rất gần với những người nói tiếng Odia và tiếng Telugu dẫn đến rất nhiều người Sora nói song ngữ. Người Sora không có nhiều thứ trong văn học ngoại trừ một vài bài hát và câu chuyện dân gian thường được truyền miệng. Tôn giáo Sora là sự pha trộn của các nghi lễ pháp sư truyền thống và đạo Hindu chiếm ưu thế trong các quần thể xung quanh. Một nghi thức đặc biệt của người Sora phải làm với cái chết. Sora vẫn giữ quan điểm pháp sư độc nhất về vấn đề cái chết. Người ta nói rằng những người chết vì giết người, tự tử hoặc tai nạn được cho là theo tinh thần Mặt trời. Những người này, được gọi là usungdaijen, sau đó được cho là cư trú trong Mặt trời sau khi chết. Người Sora sử dụng linh hồn để giải thích nhiều hiện tượng. Ví dụ, nếu một cô gái không có mối quan hệ nào bị đau đầu hoặc đau nửa đầu, người ta nói rằng linh hồn Pangalsum, hay Bachelor Spirit chứa linh hồn của những người đàn ông đã chết trước khi kết hôn, đã đặt một vòng hoa ôm chặt quanh đầu các cô gái như một biểu tượng của việc tuyên bố cô là vợ của mình.

## Từ vựng
Tiếng Sora mượn từ vựng từ các ngôn ngữ xung quanh như tiếng Telugu và tiếng Oriya. Một ví dụ về một từ mượn từ Oriya là kɘ'ra'ñja là tên một loài cây. Từ tiếng Telugu mu'nu', có nghĩa là một loài đậu đen. Hơn nữa, trong chính ngữ chi Munda, hầu hết các từ có vẻ thông hiểu lẫn nhau do ít khác biệt về cách phát âm và âm vị học. Tiếng Khari và tiếng Korku, hai ngôn ngữ khác cũng thuộc ngữ chi Munda, chia sẻ từ vựng với tiếng Sora. Ví dụ, số 11 trong tiếng Khari là ghol moŋ, trong tiếng Korku nó là gel ḑo miya, và trong tiếng Sora nó là gelmuy. Số 11 trong mỗi ngôn ngữ có hình thái và cách phát âm tương tự như số 11 ở ngôn ngữ khác. Hiện tượng này không chỉ trong số đếm mà còn rất nhiều từ vựng có thể được hiểu lẫn nhau giữa các ngôn ngữ Munda. Trong ngữ hệ Nam Á có thể tìm thấy nhiều kiến thức hơn về từ vựng tiếng Sora. Các ngôn ngữ thuộc ngữ hệ Nam Á sử dụng tại khu vực Đông Nam Á có từ vựng cùng gốc với ngữ chi Munda. Điều đó có nghĩa là một số từ được tìm thấy ở tiếng Sora có nguồn gốc hậu duệ của ngôn ngữ Nam Á nguyên thủy và chia sẻ những điểm tương đồng với các ngôn ngữ có nguồn gốc Nam Á khác. Những từ liên quan đến cơ thể, gia đình, nhà cửa, ruộng, cũng như đại từ và số đếm là những chủ đề có nhiều từ cùng nguồn gốc nhất.

### Chữ số
Hệ thống số đếm của tiếng Sora sử dụng cơ số 12, điều mà chỉ có ở số ít ngôn ngữ trên thế giới. Ví dụ, tiếng Ekari sử dụng hệ thống cơ số 60. Ví dụ: 39 trong số học Sora sẽ được phân tích thành (1 * 20) + 12 + 7. Dưới đây là 12 chữ số đầu tiên trong tiếng Sora:
Tiếng Việt: một hai ba bốn năm sáu bảy tám chín mười mười một mười hai
Tiếng Sora: aboy bago yagi unji monloy tudru gulji th amji tinji gelji gelmuy Migel
Tương tự như cách tiếng Anh sử dụng hậu tố từ số mười (teen) sau mười hai (chẳng hạn như thirdteen, fourteen, v.v.), tiếng Sora cũng sử dụng phép gán hậu tố cho các chữ số sau 12 và trước 20. Mười ba trong tiếng Sora là Migelboy (12 + 1), mười bốn là Migelbagu (12 + 2), v.v. Giữa các số 20 và 99, tiếng Sora thêm hậu tố kuri vào thành phần đầu tiên của chữ số. Ví dụ, số 31 được viết là bokuri gelmuy và 90 là unjikuri gelji.

## Hệ thống chữ viết
Tiếng Sora được viết bằng nhiều hệ thống chữ viết. Có một hệ thống chữ viết được gọi là Sora Sompeng được tạo ra chỉ dành riêng cho tiếng Sora. Nó được phát triển vào năm 1936 bởi Mangei Gomango.

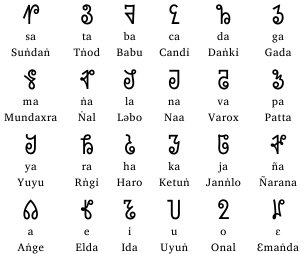

Tiếng Sora cũng được viết bằng chữ cái Odia bởi những người nói song ngữ với tiếng Odia.

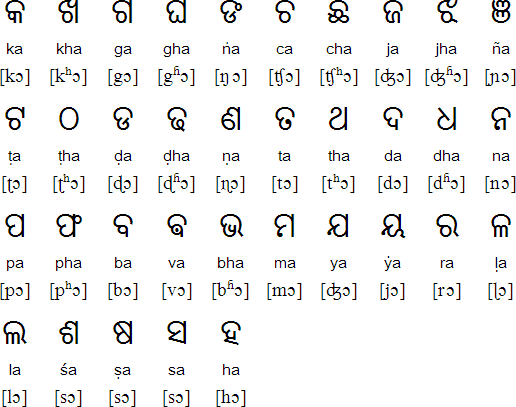

Tương tự, chữ Telugu được sử dụng bởi những người nói song ngữ sống ở Andhra Pradesh và Telangana.

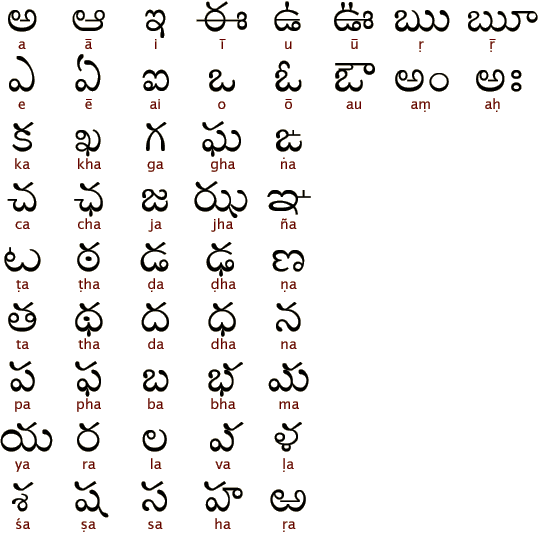

Tiếng Sora còn được viết bằng chữ Latinh.

## Phim ảnh
Tiếng Sora là một trong những chủ đề của bộ phim tài liệu Mỹ năm 2008 của Ironbound Films: The Linguists, trong đó hai nhà ngôn ngữ học đã cố gắng ghi lại một số ngôn ngữ bị đe doạ.